# Timothy Duggan
Timothy "Timmy" Duggan (ur. 14 listopada 1982 w Boulder) – amerykański kolarz szosowy, zawodnik grupy UCI ProTour Liquigas-Cannondale.
W 2006 roku wraz z Ianem MacGregorem założył fundację Just Go Harder, która funduje stypendia dla młodzieży zainteresowanej narciarstwem i kolarstwem.

## Najważniejsze zwycięstwa i sukcesy
- 2005
  - 4. miejsce w Tour of Puerto Rico
    - 1. miejsce na 1. etapie
- 2007
  - 3. miejsce w Mistrzostwach USA w jeździe indywidualnej na czas
- 2009
  - 2. miejsce na 8. etapie Critérium du Dauphiné Libéré
- 2011
  - 7. miejsce w Tour of Utah
- 2012
  -  Mistrzostwo USA w wyścigu ze startu wspólnego